# Ipoides maculata
Ipoides maculata är en insektsart som beskrevs av Evans 1973. Ipoides maculata ingår i släktet Ipoides och familjen dvärgstritar. Inga underarter finns listade i Catalogue of Life.